# Humberto Moreno
Saturnino Humberto Moreno Ramírez (* 28. Oktober 1903 in Buin; † 18. Mai 1983 ebenda) war ein chilenischer Fußballspieler. Der Stürmer absolvierte drei Länderspiele für Chile und erzielte dabei ein Tor.

## Karriere

### Verein
Humberto Moreno begann in der Escuela Normal mit dem Fußballspielen. Er wechselte 1922  zum CD Magallanes und gehörte 1925 zu den Spielern, die David Arellano zum neu gegründeten CSD Colo-Colo folgten. Nach vier Jahren bei den Albos verbrachte der Angreifer seine letzten beiden Karrierejahre beim Club de Deportes Santiago.

### Nationalmannschaft
Humberto Moreno debütierte für die Nationalmannschaft 1923 bei einer inoffiziellen Tour nach Montevideo und Buenos Aires. Offiziell kam er erstmals beim Campeonato Sudamericano 1926 in Chile beim 7:1-Erfolg gegen Bolivien zum Einsatz. Dies war der erste Länderspielsieg in der Geschichte des Andenstaats. Moreno erzielte dabei nach einer direkt verwandelten Ecke den zwischenzeitlichen 5:1-Treffer. Bei der Südamerikameisterschaft absolvierte der Offensivakteur zwei weitere Spiele für die La Roja. Chile belegte mit zwei Siegen, einem Unentschieden und einer Niederlage mit dem dritten Platz die bislang beste Platzierung bei einer Südamerikameisterschaft. Der 5:1-Erfolg gegen Paraguay war zugleich sein letzter Einsatz im Nationaltrikot.

## Erfolge
Colo-Colo
- División de Honor: 1925
- Copa de Campeones de Santiago: 1925
- Serie F de la Liga Central de Football de Santiago: 1928